# V dobrých rukou
V dobrých rukou (v originále Pupille) je francouzský dramatický film z roku 2018, který režírovala Jeanne Herry podle vlastního scénáře. Snímek měl světovou premiéru na filmovém festivalu v Angoulême dne 26. srpna 2018. Film zachycuje proces adopce krátce po narození dítěte.

## Děj
Clara je mladá žena ve věku jednadvaceti let. Po nechtěném a utajovaném těhotenství se jí narodí syn Théo, kterého odmítne. Po porodu ji krátce doprovází sociální pracovnice Mathilde François.
Alice Langlois je žena s strastiplnou životní cestou, potýká se s nemožností mít dítě a s rozchodem s partnerem. Dokázala se odrazit tím, že vytrvala v krocích k adopci dítěte. Film sleduje její vývoj a její volby i její silnou touhu stát se matkou, zejména prostřednictvím scén ukazujících její pravidelná setkání s Lydií, další sociální pracovnicí.
Jean je milující otec, několik let rodinný asistent, který poskytuje přechodnou rodinnou péči dětem čekajícím na adopci. I když má občas pochybnosti o svém povolání, protože je vyčerpaný problémy problémových adolescentů, Theo se ho okamžitě dotkne.
Karine je specializovaná vychovatelka, která se zabývá dětmi a hostitelskými rodinami. Bojuje o to, aby se děti dostaly do rodin co možná nejdříve.
Théo, kterého Jean převzal do péče několik dní po jeho narození, má obtíže, jistě souvisejícími s okolnostmi jeho odloučení od matky. Zhruba ve dvou měsících ho adoptuje Alice.

## Obsazení
| Sandrine Kiberlainová  | Karine, specializovaná vychovatelka       |
| Gilles Lellouche       | Jean, rodinný asistent                    |
| Clotilde Mollet        | Mathilde François, sociální pracovnice    |
| Élodie Bouchezová      | Alice Langlois, žadatelka o adopci        |
| Olivia Côte            | Lydie, sociální pracovnice                |
| Jean-François Stévenin | otec Alice                                |
| Bruno Podalydès        | Jacques, bývalý manžel Karine             |
| Miou-Miou              | Irène, pracovnice rodinné rady pro adopci |
| Leïla Muse             | Clara, studentka, která tajně porodila    |
| Aude Léger             | porodní asistentka                        |
| Stéfi Celma            | Élodie, pomocnice s výchovou dětí         |
| Anne Suarez            | Laure                                     |
| Judith Siboni          | Sophie                                    |
| Amaury de Crayencour   | herec na divadle                          |
| Sara-Jeanne Drillaud   | herečka na divadle                        |
| Serge Kribus           | herec, který hraje Louka                  |
| Zaïg Castel            | Pauline, Jeanova dcera                    |
| Youssef Hajdi          | Ahmed                                     |
| Yannick Choirat        | Stéphane                                  |
| Julie Debazac          | zaměstnankyně mateřské služby             |
| Émilie Gavois-Kahn     | pomocnice s výchovou dětí                 |
| Anne Kessler           | vychovatelka adopční služby               |
| Nicolas Bridet         | Fabien                                    |
| Thibault Vinçon        | žadatel o adopci                          |
| Alain Lenglet          | Rémy                                      |
| Florence Muller        | matka Pauline                             |
| Benoit Carré           | pediatr                                   |
| Brice Hillairet        | Thomas                                    |
| Sophie Ossedat         | vedoucí novorozeneckého oddělení          |

## Ocenění
- César: nominace v kategoriích nejlepší film, nejlepší režie (Jeanne Herry), nejlepší herec (Gilles Lellouche), nejlepší herečka (Élodie Bouchezová, Sandrine Kiberlain), nejlepší původní scénář (Jeanne Herry), nejlepší původní hudba (Pascal Sangla)